# Guibeá

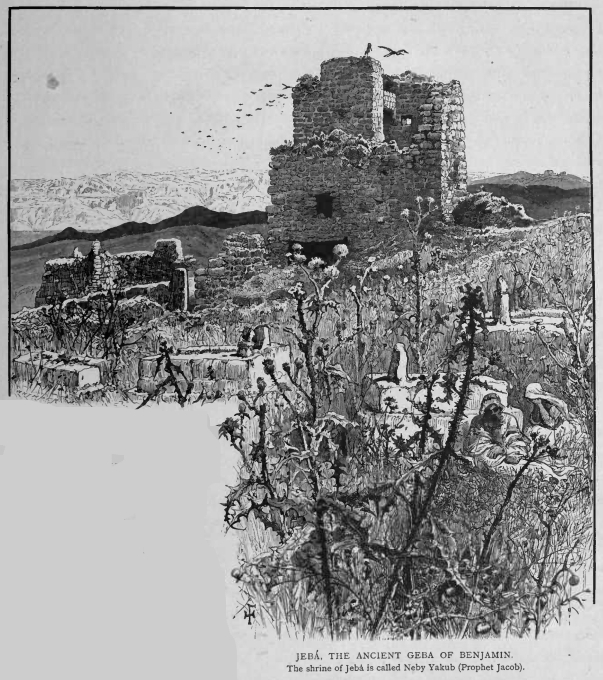
Guibeá en un dibujo de 1880. D. Appleton Nueva York, 1883.

Guibeá (también puede verse en la literatura como Gibeah; en hebreo: גִּבְעָה Gīḇəʿā o גִּבְעַת Gīḇəʿaṯ) es el nombre de tres lugares que son mencionados en la Biblia hebrea, en las tribus de Benjamín, Judá y Efraín, respectivamente. La ubicación la de Benjamín es la más conocida y generalmente se identifica con Tell el-Fūl al norte de Jerusalén.

## Etimología
| N29 · D58 | D36 · G43 |

| N29 · D58 | D36 · G43 |

Yibāl (en árabe: جبال) significa 'las montañas', siendo el plural de yabal ('montaña, colina'), גִּבְעָה Gīḇəʿā El nombre Guibeá es una palabra hebrea que significa 'colina'. Algunas de las formas que pueden derivarse de la raíz biliteral g-b ج-ب ב -ג (con significado general de 'colina') en hebreo y árabe.
Guibeá es mencionado como Qeb'ou en los Anales de Tutmosis III (c. 1458-1438 a. C.) en el templo de Amón de Karnak.
El nombre guibeá es una palabra hebrea que significa 'colina'.

## Guibeá de Benjamín
Guibeá de la tribu de Benjamín fue el lugar de la infame violación y asesinato de la concubina del levita y la consiguiente batalla de Guibeá. El primer rey de Israel, el rey Saúl, reinó aquí durante 22 años. Según el explorador geográfico de la asociación del Fondo para la Exploración de Palestina (FEP), Claude Reignier Conder, el nombre puede haberse aplicado tanto a un distrito como a una ciudad, ya que se dice que la ciudad vecina de Ramá estaba 'en Guibeá'.
Se menciona varias veces en escrituras proféticas posteriores. También conocido como Gibeat.
Quizás para evitar la confusión con otros lugares llamados Guibeá, este ubicación también es llamada 'Guibeá de Benjamín' (גִּבְעַת בִּנְיָמִין, Give'at Binyamin) y 'Guibeá de Saúl' (גִּבְעַת שָׁאוּל, Give'at Sha'ul). Este último nombre también es utilizado por el moderno barrio de Givat Shaul, que sin embargo se encuentra en una ubicación diferente.
Según Josefo, la décima legión romana (Legio X Fretensis) acampó cerca de Gabaothsaul en su camino para atacar Jerusalén en el año 70.
El nombre 'Guibeá de Dios' (גִּבְעַת הָאֱלֹהִים, Give'at-elohim) también puede referirse a este Guibeá.

### Geografía
Esta Guibeá se identifica generalmente con Tell el-Fūl (en árabe: 'montículo de habas'), una colina en el extremo norte de la Jerusalén moderna, en las afueras de los barrios de Pisgat Ze'ev y Shuafat. Esta ubicación está a 4,8 km al norte de la antigua Jerusalén, a lo largo de la estribación de la línea divisoria de aguas a 839 m s. n. m. Según Josefo, Gabaothsaul estaba ubicado a unos 30 estadios al norte de Jerusalén, lo que se correspondería aproximadamente con la ubicación de Tell el-Fūl.
El rey Huséin I de Jordania comenzó la construcción de su palacio real en Tell el-Ful, pero la construcción se detuvo cuando estalló la guerra de los Seis Días. Al ganar Israel la guerra, el palacio del rey Huséin nunca llegó a terminarse y ahora todo lo que queda es el esqueleto del edificio.
Alternativamente, Guibeá puede haber estado donde ahora se encuentra Yaba', 9,12 kilómetros al norte de Jerusalén, una opinión sostenida por el biblista Edward Robinson y C. Umhau Wolf. Israel Finkelstein también desafió su identificación con Tell el-Fūl.

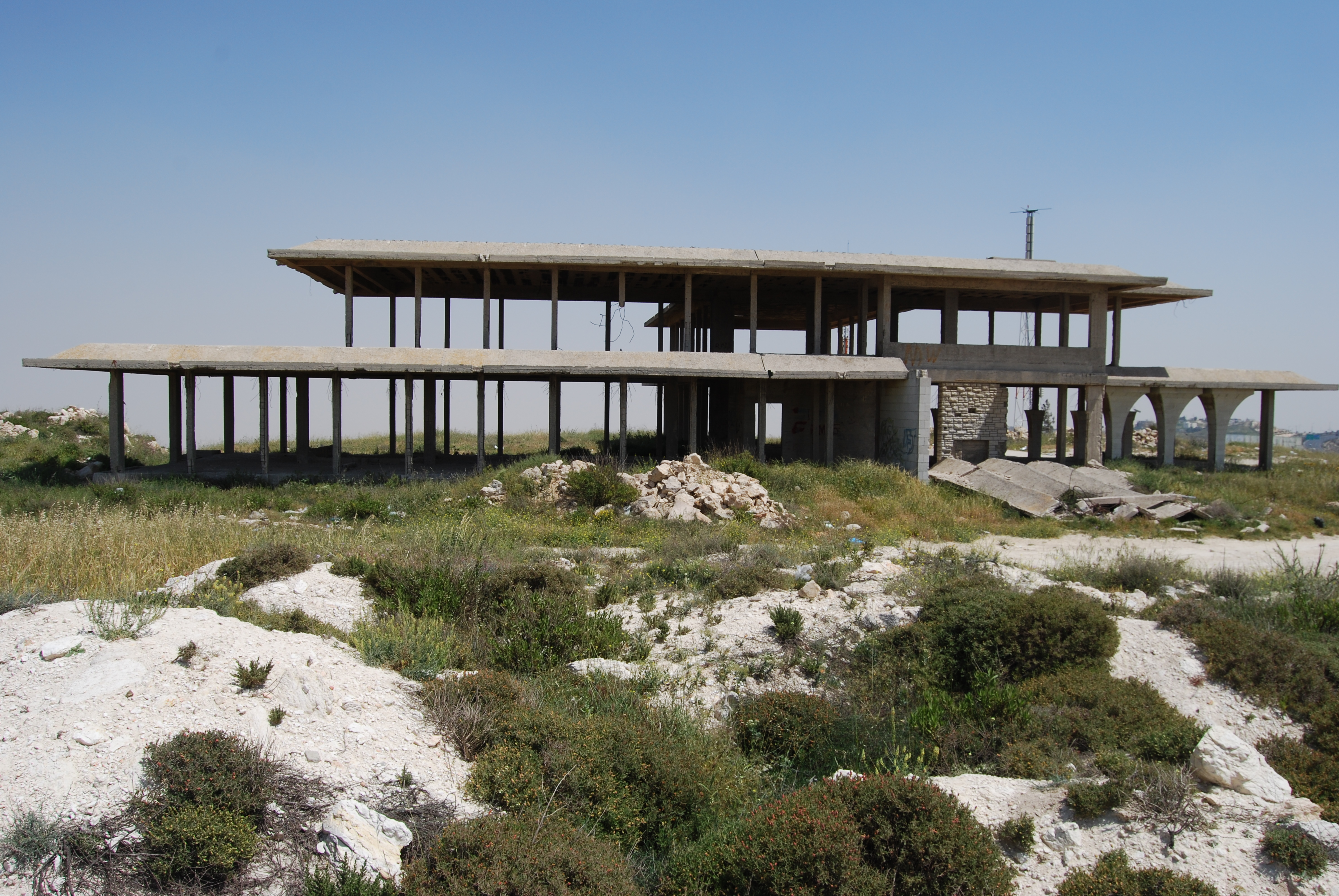
Palacio real de Huséin de Jordania en Tell el-Ful, que nunca llegó a terminarse.

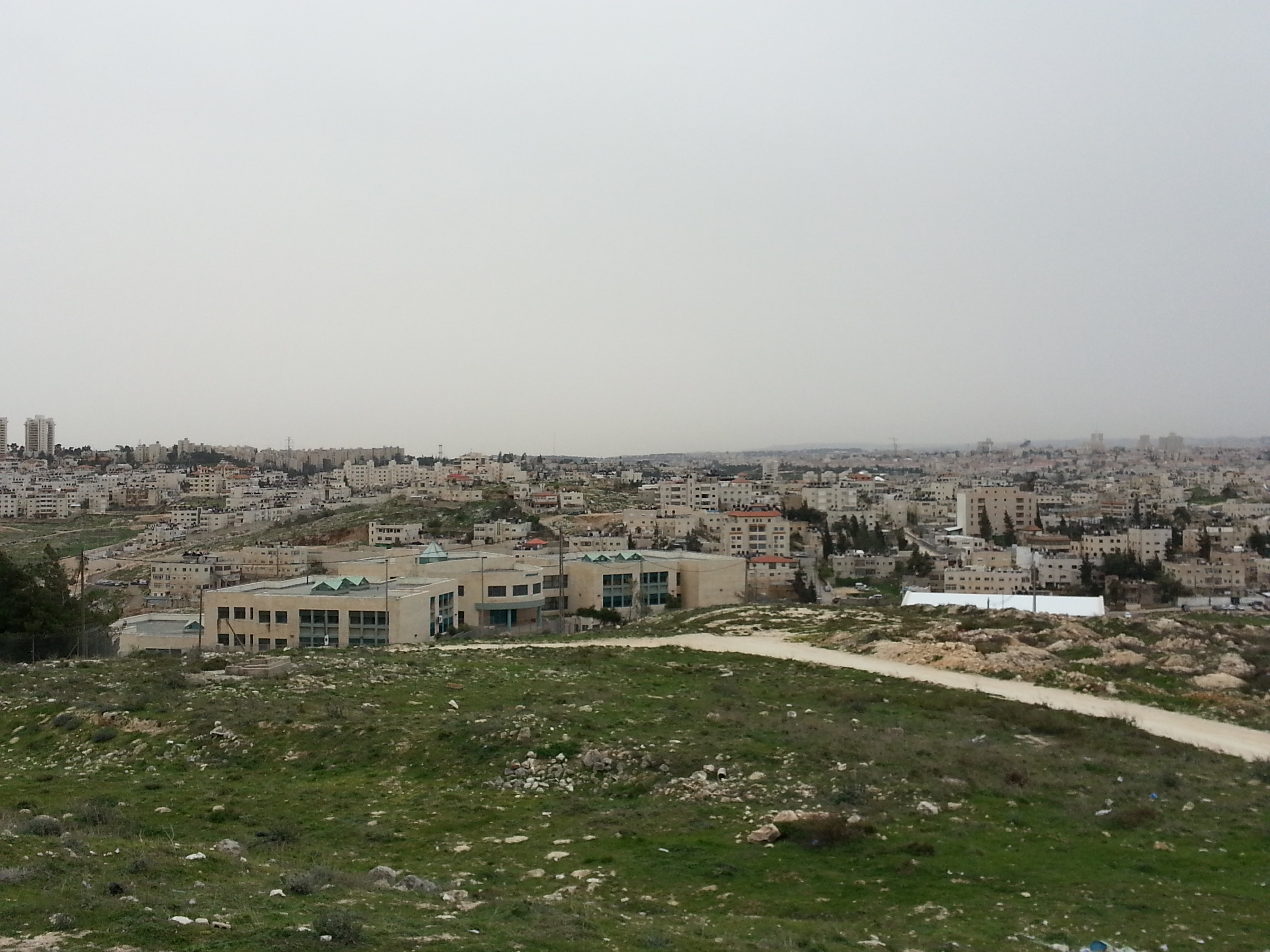
Vista de Jerusalén Oriental desde el techo del Palacio real de Huséin de Jordania.

### Arqueología
Tell el-Ful fue excavado por primera vez en 1868 por Charles Warren, mientras que C. R. Conder describió los restos en 1874. William F. Albright dirigió su primera excavación de 1922 a 1923, y regresó para una segunda temporada en 1923. Su trabajo fue publicado en 1960 .P. W. Lapp llevó a cabo una excavación de rescate de seis semanas en 1964. Según Kenneth Kitchen, 'En este punto estratégico se encontró una ocupación de Hierro I reemplazada (en un intermedio) por una fortaleza ('I'), posteriormente restaurada ('II'), y luego dejada en desuso. 
El nivel más antiguo puede reflejar la Guibeá de los Jueces 19-20. Las excavaciones de Albright, controladas por Lapp, favorecerían la opinión de que fue Saúl quien construyó la primera fortaleza, que luego repararon él o David. El primer fuerte (cuadrangular) tenía al menos una torre de esquina rectangular en su ángulo suroeste; puede haber tenido otras en las demás esquinas, pero no se detectaron rastros.'

## Guibeá de Judá y Efraín
Guibeá de Judá era una ciudad en la herencia tribal de Judá. Las ciudades mencionadas en los versículos cercanos incluyen Zanoah y Halhul. C. R. Conder identifica esta Guibeá con Yab'a.
Guibeá de Efraín era una ciudad en la herencia tribal de Efraín, 'la Guibeá de Fineas'Josué 24:33. El hijo de Aarón, fue enterrado aquí. Se corresponde posiblemente con Awarta.